# Berberis paucijuga
Berberis paucijuga är en berberisväxtart som först beskrevs av Cheng Yih Wu, och fick sitt nu gällande namn av J. E. Laferriere. Berberis paucijuga ingår i släktet berberisar, och familjen berberisväxter. Inga underarter finns listade i Catalogue of Life.